# اسبوری پارک (نیوجرسی)
اسبوری پارک (به انگلیسی: Asbury Park) شهری در ایالت نیوجرسی کشور ایالات متحده آمریکا است که جمعیت آن در سرشماری سال ۲۰۱۰ میلادی، ۱۶٬۱۱۶ نفر بوده‌است.